# グエン・トラン・フォク・アン
グエン・トラン・フォク・アン（Nguyen Tran Phuoc An、阮陳福安、1985年4月24日 - ）は、長崎県大村市生まれの元野球選手（投手）。左投げ左打ち。在日ベトナム人。

## 来歴・人物
長崎県大村市生まれ、兵庫県姫路市育ちで本人はベトナム語を話せない。両親がベトナムで住んでいたドンナイ省の村名から「フォク・アン」と名付けられた。「グエン」は母親の、「トラン」は父親の姓である。小学5年時に軟式野球の城東野球クラブで野球を始め、姫路市立東光中学校では野球部に所属して2、3年時に2年連続で中播大会準優勝。
東洋大姫路高校に進学後は1年時から先発投手を務め、1年夏の兵庫大会決勝では真田裕貴を擁する姫路工業高校を破り第83回全国高等学校野球選手権大会に出場。2回戦で柳瀬明宏・田中大輔らを擁する如水館高校を破り16強入りし、3回戦で寺原隼人・井手正太郎らを擁する日南学園高校に敗れた。この際、ベトナム難民（ボートピープル）の子ということもあり話題になった。3年時には第75回選抜高等学校野球大会にエースで主将として谷哲也を擁する鳴門工業高校を1安打完封、準々決勝で清水康寛を擁する花咲徳栄高校との延長15回再試合を制し4強入り。準決勝では西村健太朗・白濱裕太・上本博紀らを擁する広陵高校に敗れた。夏は兵庫大会決勝で神港学園高校に延長10回の末に敗れ準優勝。その後、AAAアジア野球選手権日本代表に選出された。
2003年のプロ野球ドラフト候補にも挙げられたが、下位指名なら入団拒否の意向を示していた事もあってか指名されず、高校卒業後は社会人野球の東芝に入社。2006年まで公式戦の出場機会は少なく、2007年以降はチームで数少ないサウスポーとして徐々に登板数が増えた。その後は故障に悩まされ、2010年1月25日付けで退部が発表された。引退後は社業に就いた後、川崎市内の飲食店に勤務している。